# Idaea paraula
Idaea paraula là một loài bướm đêm trong họ Geometridae.